# Austro-Daimler AD 6-17
Der Austro-Daimler AD 6-17 erschien im Jahre 1921 und ist ein Pkw der Oberklasse, den Austro-Daimler als erste PKW-Neukonstruktion nach dem Ersten Weltkrieg herausbrachte.

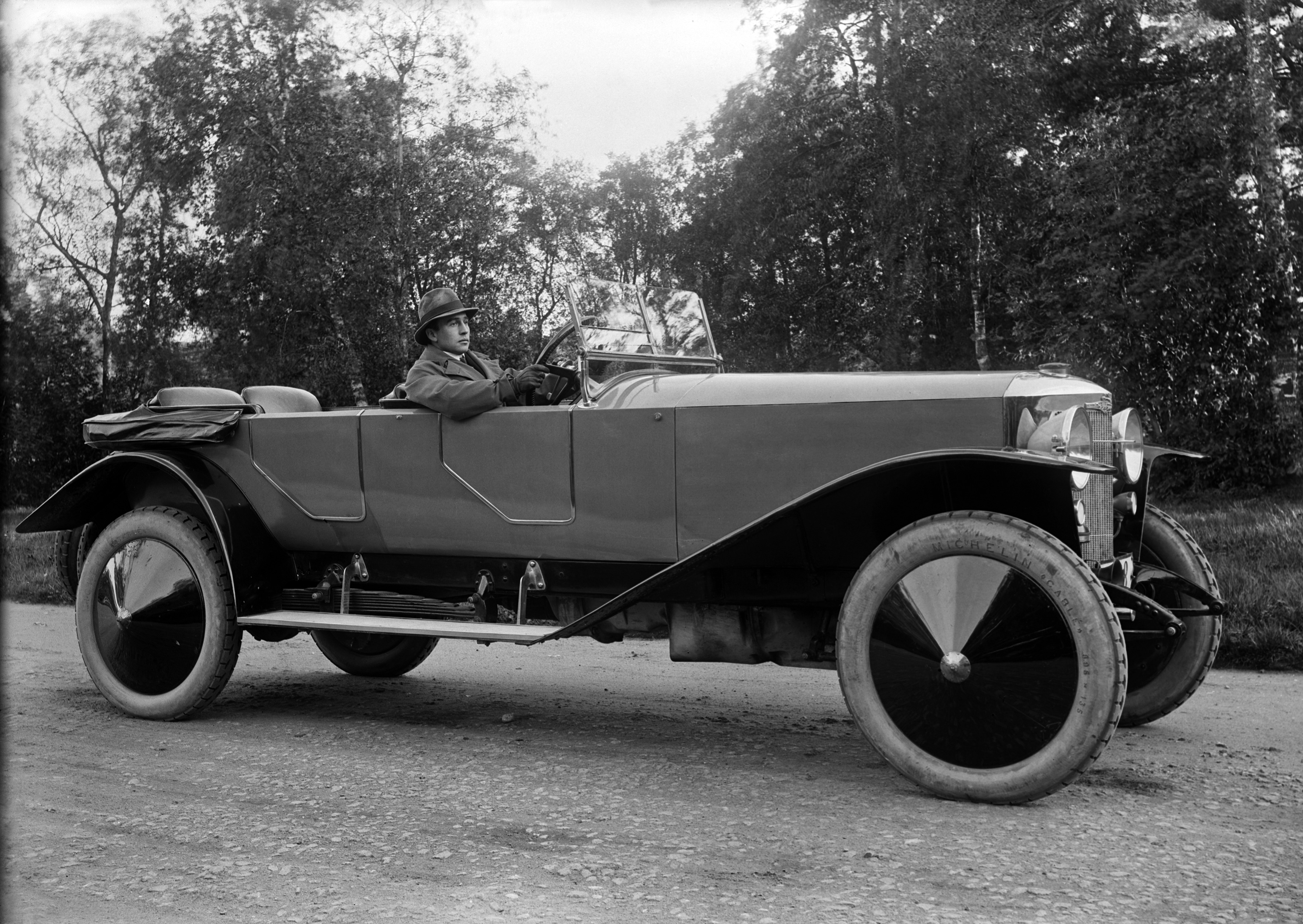
AD 6-17 als Limousine

## Beschreibung
Die Bezeichnung „6-17“ bedeutete, dass der Wagen einen über einen Sechszylinder-Motor und 17 Steuer-PS verfügte. Der von Ferdinand Porsche entworfene Wagen hatte einen Motorblock aus Leichtmetall sowie eine durch Königswelle angetriebene obenliegende Nockenwelle.
Der als damalige Spitzenprodukt des Herstellers geltende Wagen hatte einen Reihensechszylindermotor vorne eingebaut, der über ein 4-Gang-Getriebe die Hinterräder antrieb. Vorderräder waren an einer Starrachse befestigt und hatten Längsblattfedern. Die Hinterräder hingen ebenfalls an einer Starrachse, die sich an Ausleger-Halbfedern am Chassis abstützte. Der Kühler war der damaligen Mode entsprechend als Spitzkühler ausgeführt. Die Fußbremse wirkte auf die Antriebswelle und die Hinterräder.
Ferdinand Porsche fuhr lange Jahre selbst einen 6-17 als Privatwagen u. a. für Jagdausflüge. Dieser später im Dienst des schwedischen Königshauses stehende und heute in der Sammlung des Automuseums fahr(t)raum in Mattsee befindliche Wagen war mit einer Karosserie der ÖFFAG versehen.
Bereits 1924 wurde der AD 6-17 vom Modell ADV, entworfen von Karl Rabe, abgelöst.

## Technische Daten
| Typ                   | AD 6-17                                        |
| Bauzeitraum           | 1921–1924                                      |
| Aufbauten             | Tourenwagen oder Limousine, mit vier Türen     |
| Motor                 | 6 Zylinder in Reihe, Viertakt                  |
| Ventile               | hängend, obenliegende Nockenwelle, Königswelle |
| Bohrung × Hub         | 85 mm × 130 mm                                 |
| Hubraum               | 4424 cm3                                       |
| Leistung              | 60 PS (44 kW)                                  |
| Verbrauch             | 18 l/100 km                                    |
| Höchstgeschwindigkeit | 100 km/h                                       |
| Leergewicht           | 1800 kg                                        |
| Elektrik              | 12 Volt                                        |
| Länge                 | 4730 mm                                        |
| Breite                | 1700 mm                                        |
| Höhe                  | 2000 mm                                        |
| Radstand              | 3450 mm                                        |
| Spur vorne und hinten | 1360 mm                                        |

- T4 = 4-türiger Tourenwagen
- L4 = 4-türige